# Scuola Normale di Pisa
Scuola Normale Superiore di Pisa – centrum studiów i badań, założone przez Napoleona Bonapartego w 1810 w Pizie. Jest, wraz ze Scuola Superiore di Sant’Anna, elitarną i najbardziej prestiżową włoską uczelnią i stanowi odpowiednik francuskich tzw. wielkich szkół. Została ona utworzona jako uczelnia-córka paryskiej szkoły École normale supérieure. Szkoła posiada dwa tradycyjne kierunki: Lettere e Filosofia (humanistyczny) i Scienze matematiche fisiche e naturali (nauki matematyczno-fizyczno-przyrodnicze). Szkołę tę ukończyli sławni uczeni, politycy i ekonomiści włoscy, m.in. Vito Volterra, Mauro Picone, Aldo Andreotti, Enrico Fermi, Carlo Rubbia, Giosuè Carducci.